# فرانسیس گرین (بازیکن فوتبال)
فرانسیس گرین (انگلیسی: Francis Green؛ زادهٔ ۲۳ آوریل ۱۹۸۰) بازیکن فوتبال اهل بریتانیا است.
از باشگاه‌هایی که در آن بازی کرده‌است می‌توان به باشگاه فوتبال باسفورد یونایتد، باشگاه فوتبال پیتربورو یونایتد، باشگاه فوتبال هاکنال تاون، باشگاه فوتبال مکلسفیلد تاون، باشگاه فوتبال براکلی تاون، باشگاه فوتبال آکسفورد یونایتد، باشگاه فوتبال لینکولن سیتی، باشگاه فوتبال کوربی تاون، باشگاه فوتبال کترینگ تاون، باشگاه فوتبال بوستون یونایتد، باشگاه فوتبال اسپالدینگ یونایتد، باشگاه فوتبال ایستوود، و باشگاه فوتبال ایلکستون اشاره کرد.